# Там, Хелена
Хелена Густава Там, урождённая Мюррей (швед. Hélène (Helena) Gustava Tham; 16 декабря 1843, Стокгольм — 26 июля 1925, там же) — шведский композитор, автор песен и фортепианных пьес.

## Биография
Хелена Мюррей родилась в Стокгольме в 1843 году. Её родителями были торговец Уно Мюррей и его жена Шарлотта. В семье было четыре дочери и сын Уно от первого брака; все дети с ранних лет отличались музыкальными способностями. Крёстной матерью Хелены стала певица Йенни Линд, близкая подруга её матери. Родители девочки любили музицировать и писали стихи, на которые Хелена иногда сочиняла музыку: талант композитора проявился у неё ещё в детстве.
Вероятно, Хелена получила музыкальное образование в школе Адольфа Фредрика Линдблада. Известно, что она дружила с его дочерью, пианисткой Лоттен фон Фейлитцен, и, возможно, брала у неё уроки игры на фортепиано. В 1864 году Хелена вышла замуж за управляющего фабрики, позднее члена парламента Вольрата Тама. Он тоже увлекался музыкой и пением. У супругов родилось девять детей, двое из которых умерли в детстве.
В связи с профессией мужа супруги Там много ездили по стране и жили в разных местах. В 1897 году они переехали в Стокгольм, где Хелена начала преподавать фортепиано. В числе её учеников был дирижёр и музыкальный педагог Виктор Виклунд.
Хелена Там умерла в Стокгольме 26 июля 1925 года.
Сохранилось небольшое количество её композиций; возможно, какая-то часть их была утеряна. Некоторые из сохранившихся сочинений подписаны девичьей фамилией Хелены, из чего следует, что она много сочиняла до замужества. Однако некоторые её пьесы были опубликованы намного позже, в период, когда Хелене было от 40 до 50 лет. Неизвестно, исполнялись ли её произведения перед широкой публикой при жизни композитора; по всей видимости, они были рассчитаны на камерное, домашнее музицирование. Тем не менее их уровень выходит за рамки обычной салонной музыки; они явно писались не просто для развлечения и создания приятной атмосферы. Произведения Хелены Там отличаются экспрессией и требуют от исполнителя технического мастерства, которым обладал далеко не каждый музыкант-любитель того времени.